# Gaggino
Gaggino (Gagìnn in dialetto comasco) è una frazione del Comune di Faloppio posta ad ovest del centro abitato.

## Storia
La località era un piccolo villaggio agricolo di antica origine della Pieve di Uggiate, strettamente legato alla capopieve anche a livello religioso. La vecchia chiesa di San Paolo, già documentata nel 1758, fu infatti semplice chiesa vicaria in cura d'anime della prepositura di Uggiate fino al 1 ottobre 1892, anno in cui il vescovo Andrea Ferrari la elevò a parrocchia con apposito decreto. Entro i confini della parrocchia di San Paolo, esisteva anche un oratorio dedicato all'Immacolata.
Nel 1781, una nota specifica delle esenzioni prediali a favore dello stato di Milano attestò che la parrocchia di Gaggino contava 247 persone. Nel 1894, anno della visita pastorale del vescovo Ferrari, il numero dei parrocchiani era salito a 800.
Gaggino divenne frazione di Uggiate su ordine di Napoleone, ma gli austriaci annullarono la decisione al loro ritorno nel 1815 con il Regno Lombardo-Veneto.
Dopo l'unità d'Italia, il paese crebbe da cinquecento a novecento abitanti. Fu il fascismo a decidere la soppressione del comune unendolo a Faloppio.